# Royal Australian Mint

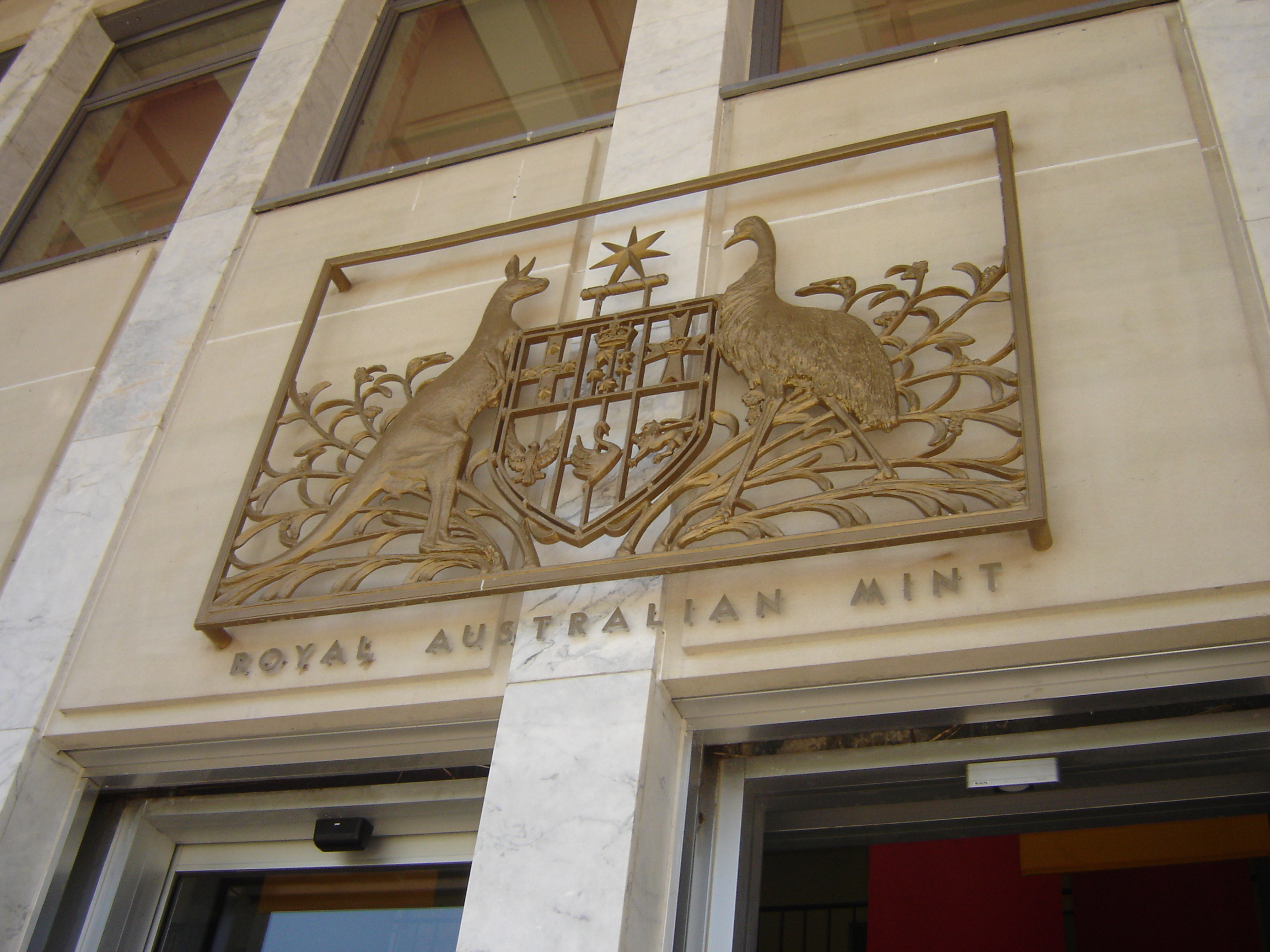

De Royal Australian Mint is het nationale munthuis van Australië. De Munt bevindt zich in Deakin (Australian Capital Territory) en werd geopend in 1965, met het oog op de invoering van het decimale muntstelsel in 1966. De Melbourne Mint (ontstaan als afdeling van de Britse Royal Mint in 1872) ging dicht in 1969. De Royal Australian Mint slaat de munten van de Australische dollar. In de jaren 60 en 70 werd daarvoor ook een beroep gedaan op de Royal Mint, de Perth Mint en de Royal Canadian Mint. 
De Royal Australian Mint sloeg en slaat ook munten voor andere (Aziatische en Pacifische) landen, waaronder Nieuw-Zeeland (in 1969), Papoea Nieuw-Guinea, Tonga, Westelijk Samoa, de Cookeilanden, Fiji, Maleisië, Thailand, Nepal, Estland, Bangladesh, Israël en de Filipijnen.